# Onkel Vanja

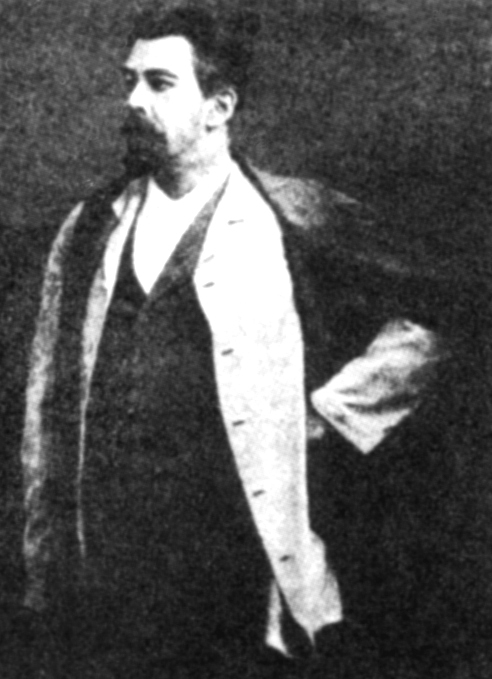
Konstantin Stanislavskij som Astrov i Onkel Vanja år 1899.

Onkel Vanja (ryska: Дядя Ваня, Djadja Vanja) är en pjäs av den ryske dramatikern Anton Tjechov från 1897. Den uruppfördes av Konstantin Stanislavskij på Konstnärliga teatern i Moskva år 1899.

## Handling
Pjäsen utspelas på ett lantgods och handlar om flera människor som möts där. Alla gamla rutiner och vanor vänds upp och ner när professor Serebrjakov och hans andra hustru Jelena flyttar in. I alla år har Vanja och Sonja drivit godset och skickat stora delar av sin inkomst till professorn, som har varit gift med Vanjas syster. Alla har de sett upp till professorn och blir djupt besvikna när han visar sig inte alls vara så berömd och begåvad som de förväntat. Med den vackra Jelena i bilden uppstår avundsjuka och konflikter. Alla på godset utom professorn är handlingsförlamade, eftersom de till skillnad från honom bara har haft en längtan efter att få leva eller snarare ångrar att de aldrig börjat leva.

## Roller
- Aleksandr Vladimirovitj Serebrjakov – en pensionerad universitetsprofessor
- Jelena Andrejevna Serebrjakov – professor Serebrjakovs unga och vackra hustru nummer två, endast 27 år gammal
- Sofja Alexandrovna Serebrjakov (Sonja) – professor Serebrjakovs dotter från första giftet
- Maria Vasiljevna Vojnitskij – änkan efter en ämbetsman och professorns första svärmor
- Ivan Petrovitj Vojnitskij (onkel Vanja) – Marias son och Sonjas morbror, förvaltare av godset. Pjäsens titelroll.
- Mikhail Lvovitsj Astrov – en lantläkare och filosof
- Ilja Ilitj Telegin – en jordägare som har sjunkit ned i fattigdom
- Marina – familjens gamla barnsköterska
- En arbetare